# THE OVER
「THE OVER」（ザ・オーバー）は、UVERworldの22作目のシングル。2012年8月29日にgr8!recordsから発売された。

## 概要
前作「7th Trigger」からおよそ5か月ぶりとなる2012年2作目のシングル。表題曲は、TBS系金曜ドラマ『黒の女教師』の主題歌、カップリングの「THE SONG」はドキュメンタリー映画『UVERworld DOCUMENTARY THE SONG』の主題歌にそれぞれ使用された。
初回限定盤同梱のDVDには、「優しさの雫」（1stアルバム『Timeless』収録）のライブ映像、「バーベル〜皇帝の新しい服ver」（前作「7th Trigger」カップリング）のPV、ならびに自身のドキュメンタリー映画「THE SONG」の告知トレーラー、本作のために制作されたスペシャルスポットが収録されている。 
2012年9月10日付の週間オリコンチャートにて初登場2位を獲得。3作連続で2位となり、TOP10ランクインは19作連続、通算21作となった。また、アニメ以外のタイアップでシングルの初動売り上げが6万枚を突破するのも本作が初となる。累計8万枚突破は『君の好きなうた』以来となった。
キャッチコピーは、「いつからか僕は、逃げようとしてた。」

## 収録内容
| 全作詞: TAKUYA∞ (#3を除く)、全作曲: UVERworld、全編曲: UVERworld & 平出悟。 |              |                    |            |      |
| #                                                                           | タイトル     | 作詞               | 作曲・編曲 | 時間 |
| 1.                                                                          | 「THE OVER」 | TAKUYA∞ (#3を除く) | UVERworld  | 5:23 |
| 2.                                                                          | 「THE SONG」 | TAKUYA∞ (#3を除く) | UVERworld  | 5:30 |
| 3.                                                                          | 「Massive」  | TAKUYA∞ (#3を除く) | UVERworld  | 3:30 |
| 合計時間:                                                                   | 合計時間:    | 14:24              |            |      |

| #  | タイトル                                          | 作詞 | 作曲・編曲 |
| -- | ------------------------------------------------- | ---- | ---------- |
| 1. | 「優しさの雫 from Zepp DiverCity TOKYO 12.04.29」 |      |            |
| 2. | 「バーベル〜皇帝の新しい服ver.〜 (music video)」  |      |            |
| 3. | 「THE SONG 告知トレーラー」                       |      |            |
| 4. | 「Special Spot」                                  |      |            |

## 楽曲解説
THE OVER
TBS系金曜ドラマ『黒の女教師』主題歌。「この曲は特にフルサイズで聴いてほしい」というメンバーの意向から、かなり早期にラジオにてフルサイズが流れていた。2011年に行った曲作り合宿において「BABY BORN & GO」「KINJITO」「AWAYOKUBA-斬る」といった楽曲とともに原曲が完成していた。従来と異なり、シンセサイザーや打ち込みをほとんど使用していない。当時の5人でのシンプルなバンドアンサンブルによるミディアムロックに仕上がっている。
TAKUYA∞によれば、地方のスタジオを借りて歌詞を詰めて歌を作っていったことが語られている。また、新潟では歌を歌える場所を探したが見つからず、ライブハウスを借り1人で仮歌のレコーディングをしたこともあったという。トラックに関しては一度レコーディング終了後、構成やテーマを決め直し再度レコーディングが行われている。
『ALL TIME BEST』のファン投票では1位を獲得。このベスト・アルバムには新録のバラードバージョンも収録された。
『COUNT DOWN TV』と『ハッピーミュージック』にて披露された。
THE SONG
UVERworld自身のドキュメンタリー映画『UVERworld DOCUMENTARY THE SONG』主題歌。監督である中村哲平が、完成前の「KOMACHI KOMACHI（仮タイトル）」を聴いたことが主題歌となったきっかけである。歌詞の大半部分は完成した映画をTAKUYA∞が観たあとに書かれている。表題曲同様、シンセサイザーや打ち込みはほとんど使用していない。こちらもシンプルなバンドサウンドで構成されている。本来ならお蔵入りとなる予定であった。
Massive
インスト曲。2012年のツアーで初披露された。PVは2012年4月29日に行われたZepp DiverCity (TOKYO)でのこけら落としの映像が使用されている。